# Belägringsvapen
Belägringsvapen är olika former av fordon, redskap och skjut- och kastvapen (artilleri), som syftar till att på något sätt bräcka försvarsmurar, eller på annat sätt ta sig förbi dem.
Under antiken och medeltiden var till exempel murbräckor, belägringstorn och olika former av katapulter vanliga. Katapulterna ersattes dock gradvis av de mycket mer kraftfulla kanonerna under 1400-talet, varpå murens roll blev allt mindre; därav blev det också mindre viktigt med belägringsvapen.

## Typer

### Belägringsmaskiner
- Ballist
- Belägringstorn
- Blida
- Katapult
- Murbräcka

### Belägringspjäser
- Bombard
- Granatkastare
- Haubits
- Kanon (belägringskanon)
- Mörsare

### Belägringsverktyg
- Petard
- Underminering